# Turó del Tepeyac

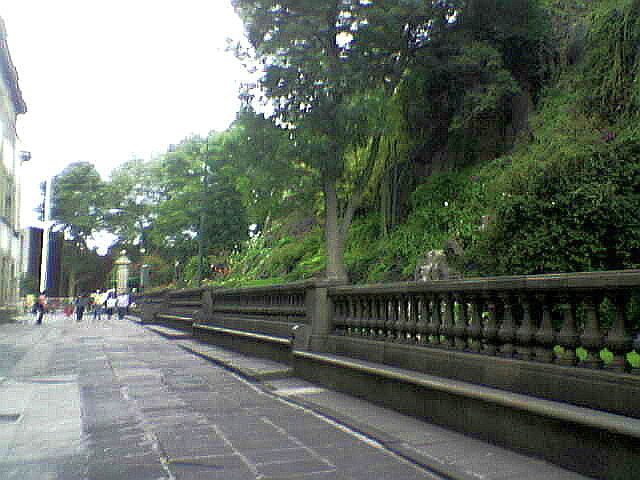
Al peu del Tossal del Tepeyac.

El Turó del Tepeyac, a Mèxic, està situat al nord del Districte Federal, i és una menuda part del Turó del Guerrer al sud d'aquest per on es connecten, en les faldes d'aquest turó es troben assentaments humans, i al sud es troba la Basílica de Guadalupe, També es troba una menuda església en el cim i en l'altre terreny lliure es troba un parc ecològic. Baix es troben les colònies Martín Carrera i Indis Verds, en aquest turó es donen molts casos de delinqüència i vandalisme.

## Colònies
Les colònies del turó pertanyen a la Delegació Gustavo A Madero aquestes són:
- Roses del Tepeyac

Es troba al nord-oest del turó
- Triomf de la república

A l'est i un poc al nord del turó
- Parc del Tepeyac

Al nord amb més part en el Turó del Guerrer.

## Colònies indirectes
Al sud del turó hi ha una altra menuda elevació on aquesta la basílica de Guadalupe, no se sap que colònia pertanga o si té assignada una, en aquest cas li anem a assignar dos que anem a utilitzar com referència, aquestes colònies "Indirectes" com les esmenta A. *Diaz en el seu treball "El creixement de la ciutat de Tenochtitlan" són les següents:
- Tepeyac Insurgents

Aquesta en la part oest del sud del turó
- Aragó

Es troba en la part aquest del sud del turó
Aquestes colònies són les més properes encara que estan un poc allunyades quant a distància es refereix, però són les úniques que es troben una miqueta prop per a poder prendre-les en compte.